# Charles Eliot
Ne doit pas être confondu avec Charles Elliot.
Charles Norton Edgcumbe Eliot  (8 janvier 1862 - 16 mars 1931) est un diplomate et érudit britannique, administrateur colonial et botaniste. Il est commissaire de l'Afrique orientale britannique entre 1900 et 1904 et ambassadeur britannique au Japon entre 1919 et 1925.
Il est également connu comme malacologue et biologiste marin. Il a décrit l'espèce de limace de mer Chelidonura varians Eliot, 1903.